# Alessandra Aguilar
Pour les articles homonymes, voir Aguilar.
Alessandra Aguilar, née le 1er juillet 1978 à Lugo, est une athlète espagnole.

## Carrière
Elle est médaillée d'or par équipes en cross long aux Championnats d'Europe de cross-country 2007 à Toro et médaillée de bronze par équipe aux Championnats d'Europe de cross-country 2009 à Dublin ainsi qu'aux Championnats d'Europe de cross-country 2010 à Albufeira.
Elle remporte le marathon de Hambourg en 2009 et termine cinquième du marathon féminin aux championnats du monde d'athlétisme 2013 à Moscou.